# Ina Colada
Ina Colada, de son vrai nom Inga Peters, née le 31 décembre 1985 à Bottrop, est une chanteuse allemande.

## Biographie
La carrière d'Inga Peters commence en 2008 par une apparition à la discothèque Bierkönig à Majorque. Elle chante des chansons festives d'abord sous le nom d'Inga von der Playa puis Ina Colada.
Son premier enregistrement l'année suivante est une reprise de Schöner fremder Mann de Connie Francis.
À l'été 2010, sort une reprise de la chanson enfantine Alle Kinder lernen lesen, adaptation allemande de The Battle Hymn of the Republic. La chanson atteint la 57e place des singles.
L'été suivant, Dos cervezas por favor, reprise de l'acteur belge Tom Waes, atteint la même place.

## Discographie
Singles
- Schöner fremder Mann (2009)
- Single Ding (2010)
- Alle Kinder lernen lesen (2010)
- Marmor, Stein Und Eisen Bricht (2011)
- Dos cervezas por favor (2011)
- Nur Nicht Aus Liebe Weinen (2011)
- Gegen Deutschland kann man mal verlieren - Ina Colada & Rick Arena (2012)
- Sieben Tränen muss ein Mädchen weinen (2012)
- Sieben Berge (Sieben Tränen Après Ski Version) (2012)
- Flames of Love (2013)
- Allein in Griechenland (2013)
- Ich liebe das Leben (2013)
- Ola Ole (2014)
- In der Weihnachtsbäckerei (2014)
- Taram Tam Tam (2015)
- Tränen lügen nicht (2015)
- Tanz auf dem Vulkan (2015)
- Dass wir auf Malle sind (2016)
- Dass wir beim Freibier sind (2016)

## Source de la traduction
- (de) Cet article est partiellement ou en totalité issu de l’article de Wikipédia en allemand intitulé « Ina Colada » (voir la liste des auteurs).